# Desigualdad en Colombia
La desigualdad en Colombia se refiere a la desigualdad económica, educativa y social existente en Colombia. Según cifras del Banco Mundial, Colombia venía siendo el segundo país más desigual de América Latina y el séptimo del mundo. En el 2019, Colombia se ubicó en el séptimo lugar de los países del mundo con mayor desigualdad de ingresos y en el primer lugar de desigualdad de Sudamérica según el Coeficiente de Gini. Según los datos del DANE, más de 21 millones de personas viven en la pobreza y 7,4 millones en pobreza extrema en 2020. Pese al crecimiento económico sostenido del producto interno bruto que se ubicó entre el 6.6% entre 2006-2014, el índice de desigualdad se hundió durante la época de mayor bonanza petrolera.

## Antecedentes

Mapa esquemático de países según su coeficiente de Gini. Colombia es uno de los países peor posicionados en el mundo. Vea el listado completo en Anexo:Países por igualdad de ingreso.

La Constitución de Colombia determinó que, durante los tres primeros meses de cada legislatura, y de conformidad con la Ley Orgánica, el Congreso deberá discutir y expedir el Presupuesto General de Rentas y la Ley de Apropiaciones —artículo 349 de la Constitución Política de Colombia (CPC)— en esta ley hay componente denominado gasto público social, el cual tiene como prioridad sobre cualquier otra asignación, salvo en casos de seguridad nacional o guerra aclarándose que "En la distribución territorial del gasto público social se tendrá en cuenta el número de personas con necesidades básicas insatisfechas, la población y la eficiencia fiscal y administrativa, según reglamentación que hará la ley".
A finales de los años 90, la Organización de las Naciones Unidas (ONU) reagrupaba y clasificaba a los países a partir de la distribución de los ingresos y considerando la participación en éstos del 40% más pobre, del 20% más rico y del restante 40% como "clases medias" en cada país, así que el grupo de países que concentraba las mayores desigualdad del planeta estaba dado por aquellos países donde el 20% más rico se beneficiaba de más del 60% del ingreso, y el 40% más pobre percibía menos del 10% del ingreso. Por lo tanto se formaron cinco grupos de países, donde el primer grupo estuvo compuesto por los países con las mayores desigualdades a nivel mundial, y Colombia estaba dentro de ese primer grupo, ya que para 1995 el 20% más rico (el último quintil de la distribución) percibió el 61,5% de los ingresos, mientras que el 40% más pobre (los quintiles 1 y 2) apenas obtuvo el 9,9% de los ingresos según el Banco Mundial.

### Los resultados económicos en los años noventa
Los resultados económicos de la internacionalización de la Economía de Colombia en los años noventa por las "aperturas" comercial y cambiaria, se expresaron, en el campo de la política monetaria, por aumentos de la tasa de interés, revaluación del peso y disminución de la inflación. Los pequeños productores agrícolas estuvieron apartados del crédito privado, a lo que se le suma que no poseían subsidios, pues en el 2000 participaron apenas con el 6% del crédito total de Finagro para el sector agropecuario, aunque este porcentaje había triplicado al del año anterior, el cual fue del 2% en 1999, el más bajo en estos años. La revaluación del peso se comportó como la "enfermedad holandesa", de manera que el abaratamiento del producto importado frenó y detuvo el precio de los bienes nacionales que competían con los importados y, como consecuencia, la evolución de los precios relativos al productor favoreció a los bienes no transables en el mercado externo (frutas, hortaliza y tubérculos), contrariamente a lo esperado de la aplicación del modelo.
En el campo de la economía real, hubo una caída la inversión y el ahorro, un déficit de la balanza en cuenta corriente y, como efecto, un déficit fiscal y un aumento notable del desempleo. Es conocida la caída de la tasa de ahorro en los noventa a más de la mitad sobre su nivel de 1990 (21,4% del PIB). El aumento del déficit en la cuenta corriente de la balanza de pagos prácticamente se triplicó, al pasar de 2 mil millones de dólares en 1993 a 5,8 miles de millones en 1998, pero el dinamismo de la cuenta de capitales ha compensado con creces los faltantes de la cuenta corriente. Así que el crecimiento en el déficit de la cuenta corriente ha estado acompañado de un aumento de las reservas internacionales. El desempleo, a finales de los años 90 fue el más alto que registro la Encuesta Nacional de Hogares (ENH) para la época, a lo largo de 26 años, fue del 19,5% en 1999, doblando el nivel de 1991, y para el sector rural el aumento en la tasa de desempleo fue más acentuado, al pasar del 4% en 1991 al 11% en 1999, es decir, multiplicándose 2,75 veces. A comienzos de los noventa se justificaba la liberalización financiera dentro del nuevo modelo de apertura a la economía internacional que comenzaba a experimentar Colombia, por la necesidad de reducir el margen de intermediación del sector financiero.
Dentro de los resultados obtenidos en los años noventa hubo un aumento del margen de intermediación (entre la tasa de interés de los préstamos y la tasa de interés de los depósitos), al pasar este margen en Colombia del 8,8% al 9,7% en el período de la referencia, y esto equivalía a entre 6 y 7 puntos porcentuales por encima del margen de intermediación en algunos países europeos al finalizar los noventa (Francia, Italia, Países Bajos, Bélgica, España, y Reino Unido), donde se  hubo una disminución. En contraste, Colombia registró casi 8 puntos por encima del Japón, país que redujo su margen y lo dejó en 2,1% a fines de la década. En el ámbito latinoamericano, ese margen de intermediación de Colombia resultaba muy por encima del de países activos en su apertura económica, como Chile, el cual, luego de reducir su margen en más de 3 puntos porcentuales en la década, lo dejó en 5,3% al final del período, es decir 4,4 puntos porcentuales por debajo del de Colombia según el Banco Mundial. En consecuencia la apertura económica de los años 90 desindustrializó y produjo una disminución en la producción agrícola.

#### Efectos sociales años 90 y principios del 2000
- El número de pobres con un nivel de ingresos por debajo de la línea de pobreza, se incrementó en 4,1 millones de personas en 1991-2000, para una cifra total de 24,6 millones de colombianos en esa condición en el 2000, que representaron el 59,6% de la población total (41,2 millones) en ese año.[4]

- El desempleo en  mujeres jóvenes (12-24 años) fue del 15% en 1992 al 40,6% en el 2000.[4]

- La tasa total de participación en el mercado laboral aumentó 2 puntos porcentuales entre 1991-2000, con mayor aumento en el segundo quinquenio, pues aumentó 4 puntos en 1995-2000, con disminución de escolaridad por deserción educativa de los estudiantes para refugiarse en las actividades informales.[4]

- La migración interna por desplazamiento forzoso acumuló los 2 millones de personas entre 1985-2000, y en el 2002 ya superaba los 2,7 millones, en una progresión desenfrenada, ya que de 89.000 desplazados en 1995 se pasó a 317.400 en el 2000 y a más de 400.000 en el 2002.[4]

- La Desigualdad de ingreso el 10% más rico (decil 10) percibía 77 veces más ingreso que el 10% más pobre (decil 1) en el año 2000, mientras que en 1991 ese decil 10 percibía 30 veces más ingreso que el decil 1 de la distribución; se trata de un resultado apenas lógico si se tiene en cuenta que ese 10% más pobre perdió más de la mitad de su participación en el ingreso total en el período, pues redujo en más de la mitad su participación, del 1,3% en 1991 al 0,6% en el 2000.[4]

- La precarización laboral aumentó, por cuanto la población ocupada en el sector informal en toda la economía pasó del 55% al 61% en la década, pero la informalización para los más pobres (decil 1 de la distribución) alcanzó al 92,5% de la población ocupada.[4]

No obstante, se observa que mientras el Producto interno bruto creció al 5% anual en la primera mitad de los noventa, las variables sociales al menos no empeoraron, en tanto que, en la desaceleración y la recesión a partir de 1997, los indicadores sociales se muestran muy sensibles al ciclo económico. Puede entonces concluirse que en el periodo 1991-2000 el modelo de globalización aplicado concentró mucho más la economía, aumentó las desigualdades haciendo más ricos a los ricos y más pobres a los pobres, con la circunstancia atenuante del ciclo económico.

### Resultados económicos del 2000 hasta el presente
El coeficiente de Gini en Colombia se redujo en un 9% entre el 2002 y el 2015. A pesar de esto se han presentado altibajos e incluso ha aumentado en ciertos años de este periodo entre ellos (2003, 2008 y 2013). La desigualdad del ingreso es elevada en Colombia , pero no es equitativa ya que hay departamentos con mayores niveles de desigualdad que otros. La desigualdad al interior de los departamentos es contrastante, con coeficientes de Gini que van de 0,4284, hasta 0,6050; mientras que para el total nacional el Gini es de 0,5226, lo cual, comparado con el valor para otros países, es de los más altos de la región, e incluso del mundo según el Banco Mundial y la CEPAL en 2016.
En el año 2018 la línea de pobreza a nivel nacional fue de $257.433 pesos colombianos, que equivale a un crecimiento de 2,7% respecto a la línea de 2017 ubicada en $250.620. Por lo tanto, si un hogar está compuesto por 4 personas, será identificado como pobre si el ingreso total del hogar está por debajo de $1.029.732. Si la familia vive en las cabeceras urbanas este valor es de $1.132.956; si vive en el área rural es de $676.740; si vive áreas metropolitanas y trece ciudades es de $ 1.135.312 y si vive en otras cabeceras es de $1.129.580. Por otra parte. Por su parte para este mismo año, el porcentaje de la población identificada como pobres respecto al total de la población nacional fue 27,0%. En las cabeceras municipales este porcentaje fue 24,4%, en el área rural dispersa y los centros poblados fue de 36,1%, así, la incidencia de la pobreza en los el área rural dispersa y los centros poblados era de 1,5 veces la incidencia en las cabeceras...
Desigualdad educativa
La desigualdad educativa se entiende como una brecha significativa en los procesos pedagógicos y educativos a los que los estudiantes son sometidos. En el año 2008, de 551 instituciones que alcanzaron el nivel ICFES “muy superior” en todo el país, sólo 90 de ellas eran del sector oficial, lo que representa apenas un 16,33% frente a más del 83% del sector privado que alcanzaron dicho nivel.

## Brecha urbano - rural
La brecha entre las regiones urbanas y las regiones rurales se ha ampliado paulatinamente empeorándose las condiciones de vida de la población urbana y la población rural, con un empobrecimiento mayor y más rápido en las áreas rurales que en las urbanas. Entre 1991 y el 2000, la población urbana que tenía ingresos por debajo de la línea  de pobreza se había incrementado en 3,7% y tuvo una cobertura del 51% de dicha población, mientras que la pobreza rural así medida por la línea  de la pobreza ascendió durante ese período en el 14,2%, para llegar al 82,6% de la población rural en el 2000.
Al contrastar la desigualdad de los ingresos se encontró para la población urbana en 1994, que el 10% más rico de la población recibía 12,8 veces más ingreso que el 10% más pobre, pero que esta desigualdad en el área rural aumentaba a 15,3 veces; dicha desigualdad se incrementó para ambas zonas en el 2000. Por consiguiente, mientras el 10% más pobre de la zona urbana recibía 3,6 veces más ingreso que el 10% más pobre de la zona rural y mantenía constante esa diferencia para el año 2000, en el otro extremo de la distribución, en la zona urbana, el 10% más rico tenía 3 veces más ingreso que el 10% más rico de la zona rural y ascendió a 3,7 veces en el año 2000.
La diferencia urbano-rural de ingresos reales por trabajo ejercido también favorece a la zona urbana, puesto que los asalariados urbanos reciben un ingreso 2,1 veces mayor que los de la zona rural. Esta diferencia se mantuvo constante entre 1994 y el 2000, en contraste con la situación de los trabajadores independientes, con un ingreso 2,8 veces mayor en 1994 en la zona urbana y que aumentó a 3,7 veces en el 2000, y la diferencia urbano-rural del ingreso de los patronos no sólo fue mayor en 1994, sino que también de 3,7 veces en 1994 aumentó a 5,2 veces en el 2000.
En el 2018 el Coeficiente de Gini fue de 0.517 frente a 0,508 de 2017 a nivel nacional. En las áreas metropolitanas y trece ciudades el Gini fue 0,487 en 2018 mientras que en el 2017 fue de 0,477. En las cabeceras, el coeficiente de Gini fue de 0,497 en 2018 frente a 0,488 de 2017.
En 2021 se conoció que como consecuencia de la pobreza, más de 560.000 niños menores de cinco años en Colombia sufren desnutrición crónica.